# Apostolepis albicollaris
Espèce
Apostolepis albicollaris  est une espèce de serpents de la famille des Dipsadidae.

## Répartition
Cette espèce est endémique du Cerrado au Brésil. 

## Publication originale
- de Lema, 2002 : Nova especie de Apostolepis Cope do grupo dimidiata do Cerrado do Brasil (Serpentes: Elapomorphinae). Comunicacoes do Museu de Ciencias e Tecnologia da PUCRS Serie Zoologia, vol. 15, no 2, p. 227-238.